# Herbert Hauptman
Herbert Aaron Hauptman (New York, 1917. február 14. – Buffalo, 2011. október 23.) zsidó származású amerikai matematikus. 1985-ben kémiai Nobel-díjjal tüntették ki, Jerome Karle amerikai fizikai kémikussal megosztva, „azon matematikai módszerek kifejlesztéséért, amelyekkel a vegyületek kristályain diffrakciót szenvedő röntgensugarak mintázataiból kiszámítható a kémiai vegyületek molekuláris szerkezete”.

## Életrajz
New York-i zsidó családban született, Leah (születési családnevén Rosenfeld) és Israel Hauptman legidősebb gyermekeként. 1937-ben a City College of New Yorkban matematikából BSc-diplomát, 1939-ben pedig a Columbia Egyetemen matematikából M.A.-diplomát szerzett. A második világháború után a washingtoni Haditengerészeti Kutatási Laboratóriumban (angolul Naval Research Laboratory, később Haditengerészeti Radiológiai Védelmi Laboratórium, angolul United States Naval Research Laboratory) Jerome Karle-lal kezdett együttműködni, és ezzel egy időben beiratkozott a Marylandi Egyetem doktori programjába. Doktori fokozatát 1955-ben szerezte meg fizikából. A matematika és a fizikai kémia szakértelem e kombinációja lehetővé tette számukra, hogy a röntgenkrisztallográfia fázisproblémájával közvetlenül foglalkozzanak. Az ezzel a problémával kapcsolatos munkáját kritika érte, mert akkoriban a problémát megoldhatatlannak tartották.
1988-ban az Amerikai Tudományos Akadémia tagja lett.